# Česko-polská státní hranice

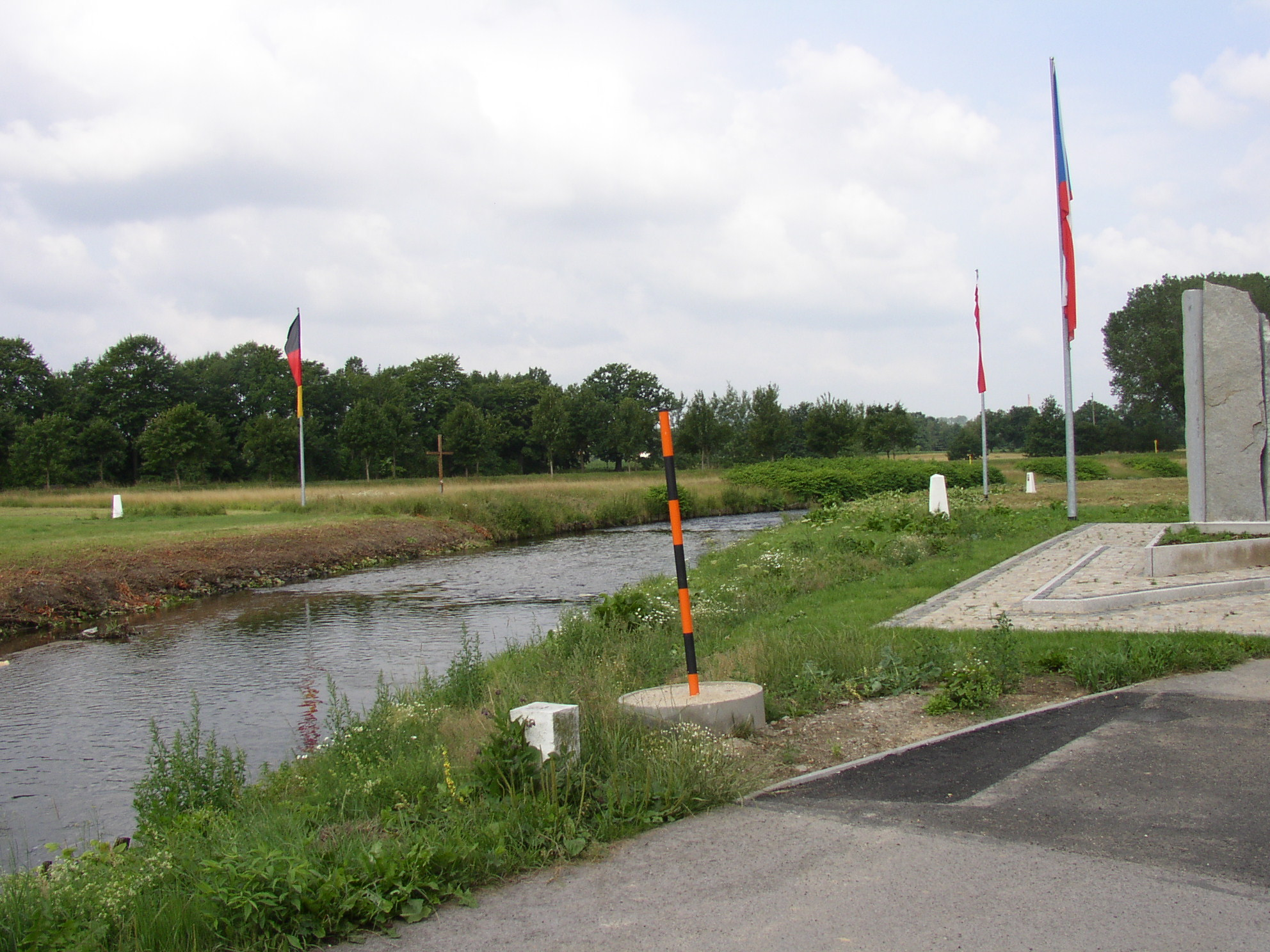
Trojmezí u Hrádku nad Nisou

Česko-polská státní hranice (polsky Granica polsko-czeska) je státní hranice mezi Českem a Polskem. Její délka ke dni 20. března 2013 oficiálně činí 795,9103 km, a nachází se na ní nejvýchodnější i nejvyšší bod Česka – Sněžka.

## Zeměpisné vymezení
Na polské straně představuje hranice s Českem přibližně 23 % z délky polských státních hranic. Začíná na styku tří hranic (Česka, Polska a Německa) severozápadně od Hrádku nad Nisou. Následně ve směru k východu obchází Frýdlantský výběžek, prochází Jizerskými horami, Krkonoši, obchází Broumovský výběžek, za nímž pokračuje Orlickými horami, Rychlebskými horami, Zlatohorskou vrchovinou a Opavskou pahorkatinou až k Opavě. Odtud dále pokračuje k Ostravě, kterou obchází ze severu, a přes Český Těšín až k Hrčavě, kde se nachází trojmezí mezi Českem, Polskem a Slovenskem, viz Trojmezí (Hrčava). Na hranici bylo celkem 19 mezistátních hraničních přechodů,[zdroj⁠?!] dnes je možné ji překračovat jako vnitroschengenskou volně.

## Dějiny

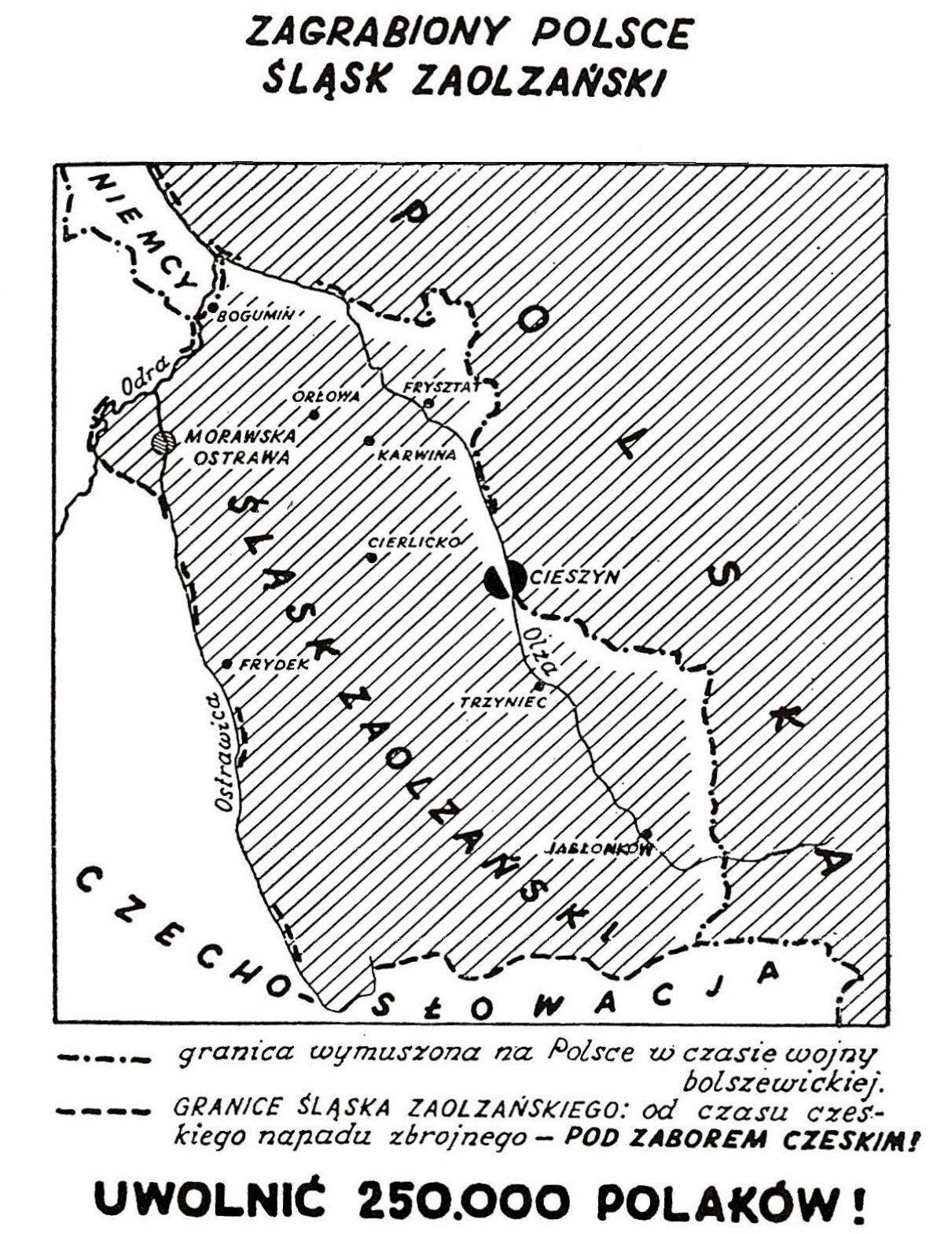
„Pamatujte na Zaolzie!“ – přední strana meziválečné polské pohlednice, vydané polským Výborem boje za Slezsko za Olší (Komitet Walki o Śląsk za Olzą), ukazující celou československou část Těšínska jako polské území

Česko-polská státní hranice kopíruje českou část bývalé československo-polské státní hranice, o kterou se v minulosti vedly spory, které v české části vyústily v roce 1919 v krátké vojenské střetnutí a v roce 1938 ve vojenskou hrozbou vynucené odstoupení části československého území Polsku. Posunutím hranic Polska na západ na linii Odra-Nisa vznikly další československo-polské územní spory v oblasti Ratibořska, Hlubčicka a Kladska. Územní spory ukončila až Smlouva mezi Československou republikou a Polskou lidovou republikou o konečném vytyčení státních hranic, podepsaná ve Varšavě 13. června 1958. Tato smlouva byla 17. října 1958 ratifikována Národním shromážděním republiky Československé, a to ústavním zákonem č. 62/1958 Sb., o konečném vytyčení státních hranic s Polskou lidovou republikou. Platnosti smlouva nabyla 14. února 1959. Československé státní hranice v úseku sousedství s Polskem tak zůstaly (s výhradou demarkace, viz níže) ve své předmnichovské podobě.

### Demarkace současných hranic
Před uzavřením výše uvedené Smlouvy o konečném vytyčení státních hranic proběhlo na žádost polské strany v krátké době dvou let (1956 a 1957) jejich napřímení.
Smlouva tak určovala na některých úsecích poměrně velkou korekci hranice a rychlost provedení vedla k nepřesně naměřeným údajům (například namísto měření byly některé vzdálenosti pouze odkrokovány). V Krkonoších Polsko předalo Československu bývalé německé osady Tkacze (Mýtiny) a Zieliniec (Údolí Naděje u Kořenova), za což získalo jižní svah hory Kocierz. Na Jesenicku Polsko předalo Československu bývalou německou osadu Krasów (Krasov – součást Vidnavy) a získalo českou osadu Skřivánkov (Skowronków). Ostatní korekce hranice byly kosmetického rázu. Celkem Polsko předalo Československu 12,05 km² a Československo Polsku 8,37 km². Polsku tak bylo předáno území o 3,68 km² menší.
Rozdíl ve vyměněném území řešila dohoda, uzavřená výměnou nót mezi ministry zahraničí obou států (tzv. Dohoda David–Rapacki). Podle této dohody se obě strany zavázaly, že vzniklý československý územní zisk 368,54 hektarů bude Polsku nahrazen nikoliv územně, ale majetkově, a sice tak, že Československo převede do vlastnictví Polska pozemky o rozloze 368,54 hektarů, které se nacházejí ve vlastnictví Československa, ale leží na území Polska. Princip majetkového vyrovnání byl přijat v důsledku možné nepřesnosti redemarkačních prací, proběhlých ve velké rychlosti.
V roce 1976 však polská strana vystoupila s návrhem na řešení československého salda nikoliv majetkovým, ale územním způsobem, a v tomto postoji setrvala od té doby i nadále.
Československo původně se změnou způsobu vyrovnání československého salda z majetkového na územní nesouhlasilo, protože již mělo dostatek podkladů pro majetkové vyrovnání. Vzhledem k dlouhodobému polskému nesouhlasu a tlaku, ale Československo nakonec ustoupilo a československý ministr zahraničních věcí Jiří Dienstbier nótou, kterou polská strana přijala, nabídl Polsku zrušení dohody David–Rapacki, a územní řešení československého salda při výměně území. Výměna území však do dnešního dne není vzhledem k odporu českých pohraničních obcí vyřešena.

## Hraniční toky

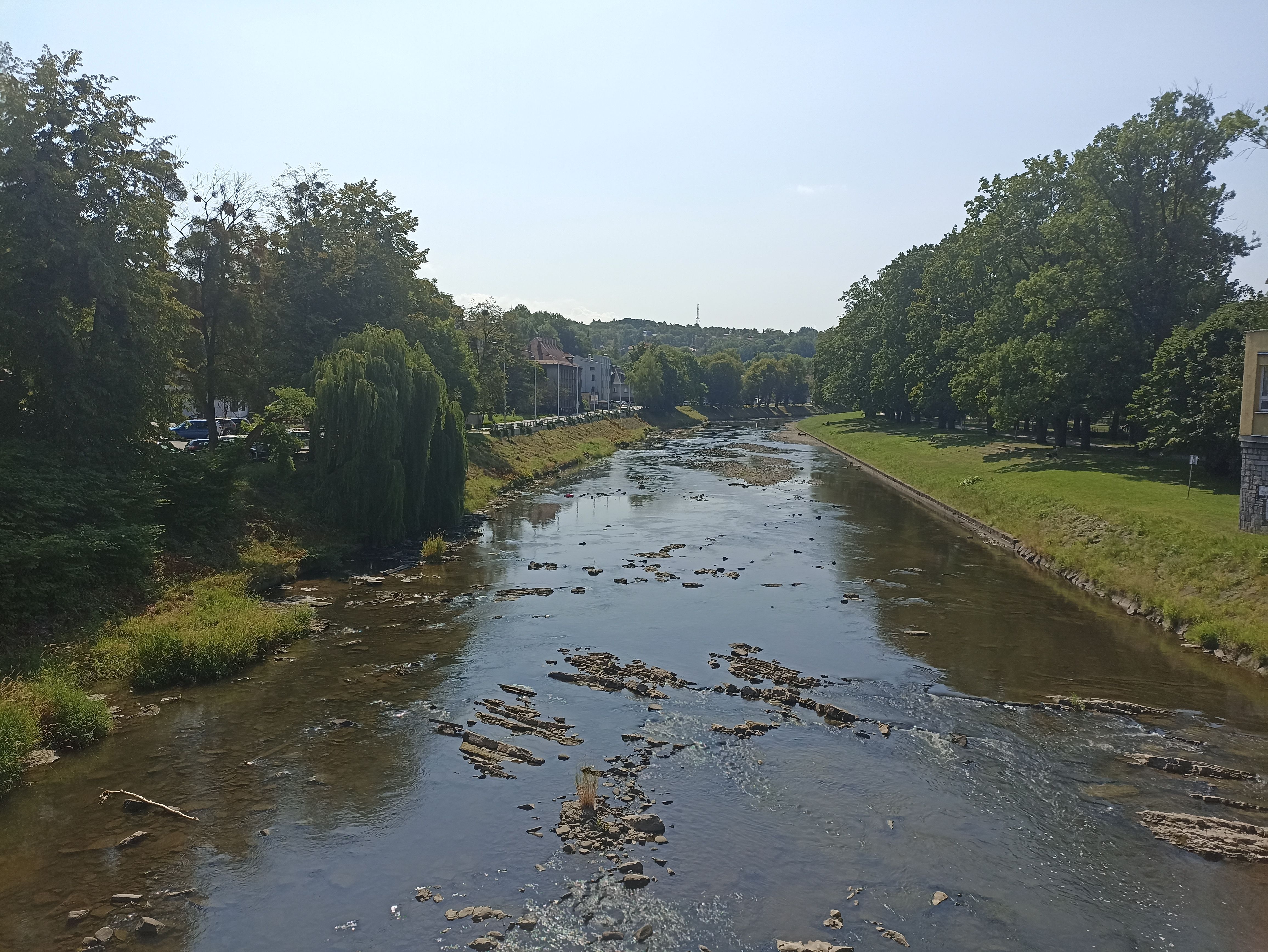
Řeka Olše rozdělující český a polský Těšín

Česko-polskou hranici protíná, či přímo tvoří několik vodních toků:
- Oldřichovský potok (Lubota)
- Oleška (Miedzianka)
- Višňovský potok
- Smědá (Witka)
- Kočičí potok (Koci Potok)
- Jindřichovický potok (Miłoszowski potok)
- Jizera (Izera)
- Stěnava (Ścinawka)
- Strouženský potok (Pstrążnik)
- Brlenka
- Střela (Klikawa)
- Olešenka
- Divoká Orlice (Dzika Orlica)
- Vidnávka (Widna)
- Bělá (Biała Głuchołaska)
- Prudník (Prudnik)
- Osoblaha (Osobłoga)
- Opavice (Opawica)
- Opava (Opawa)
- Píšťský potok (Młynówka)
- Odra
- Olše (Olza)
- Petrůvka (Piotrówka)
- Bobr (Bóbr)

## Galerie

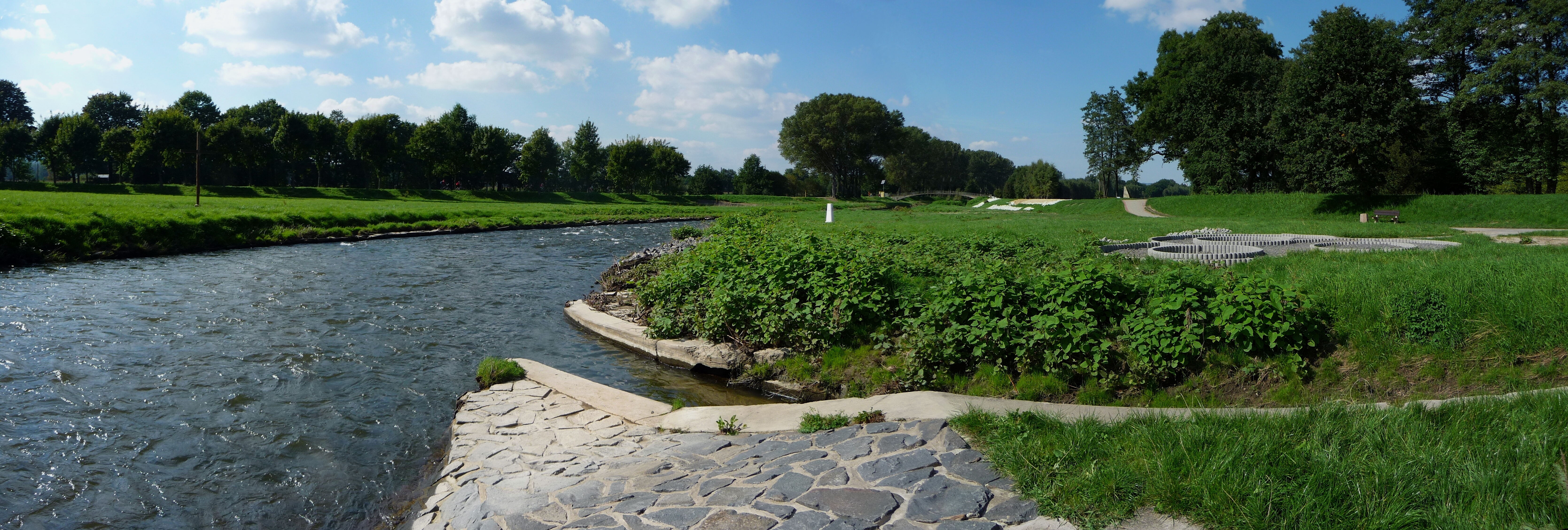
Česko-německo-polské trojmezí u Hrádku nad Nisou, konec/počátek česko-polské státní hranice
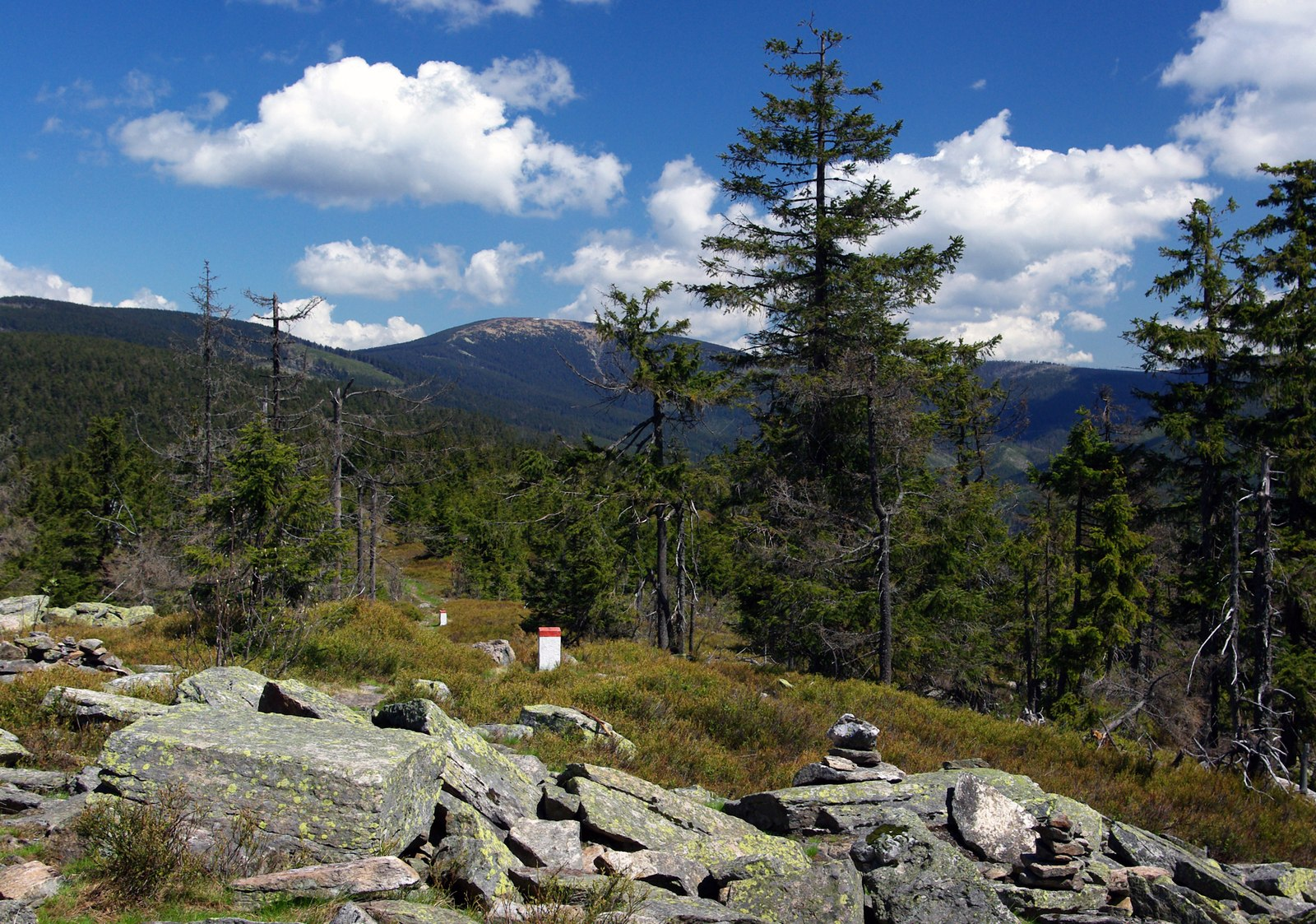
Česko-polská státní hranice u Králického Sněžníku
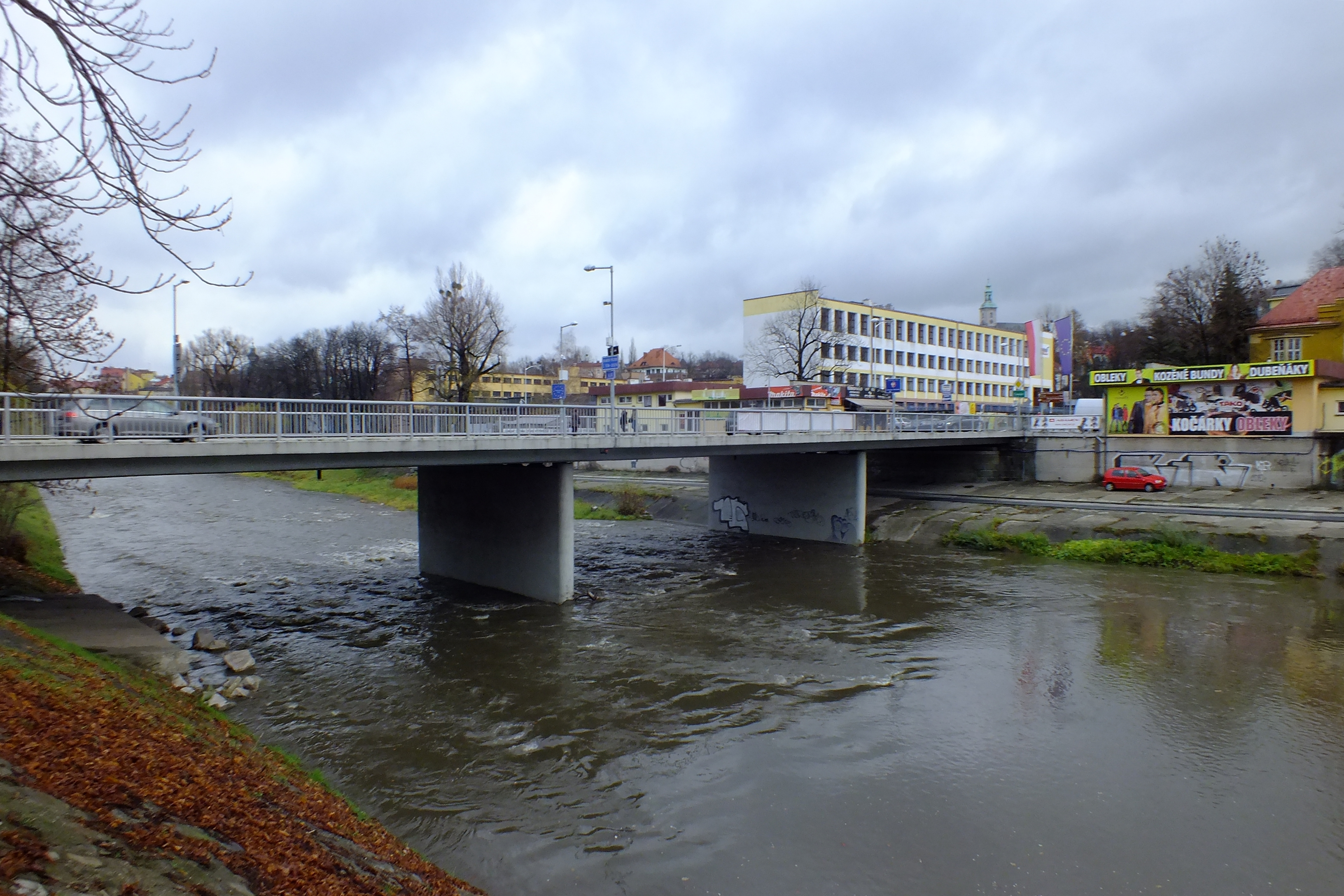
Česko-polská státní hranice v Českém Těšíně
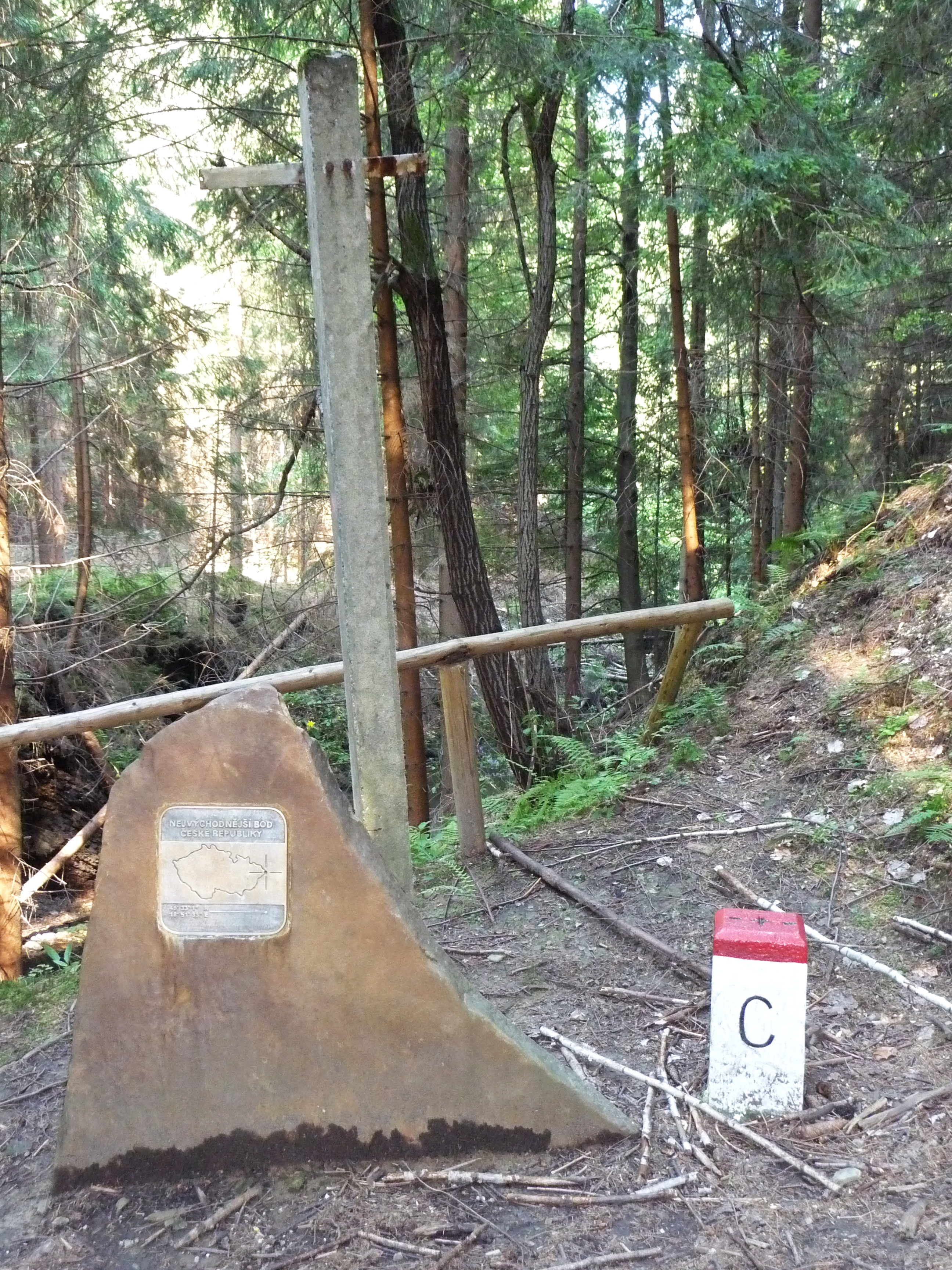
Nejvýchodnější bod Česka na česko-polské státní hranici v Bukovci
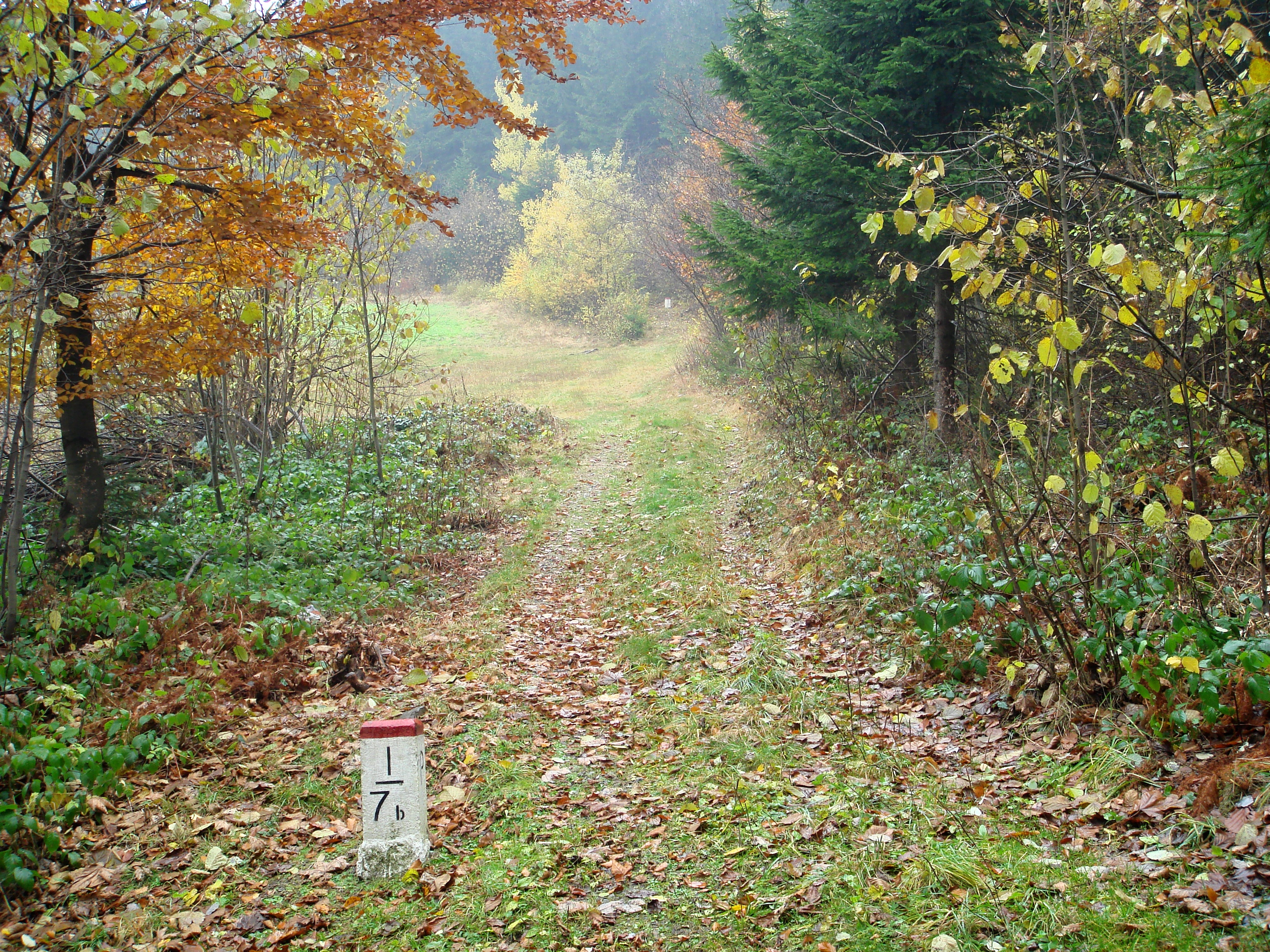
Česko-polská státní hranice u Javořinky
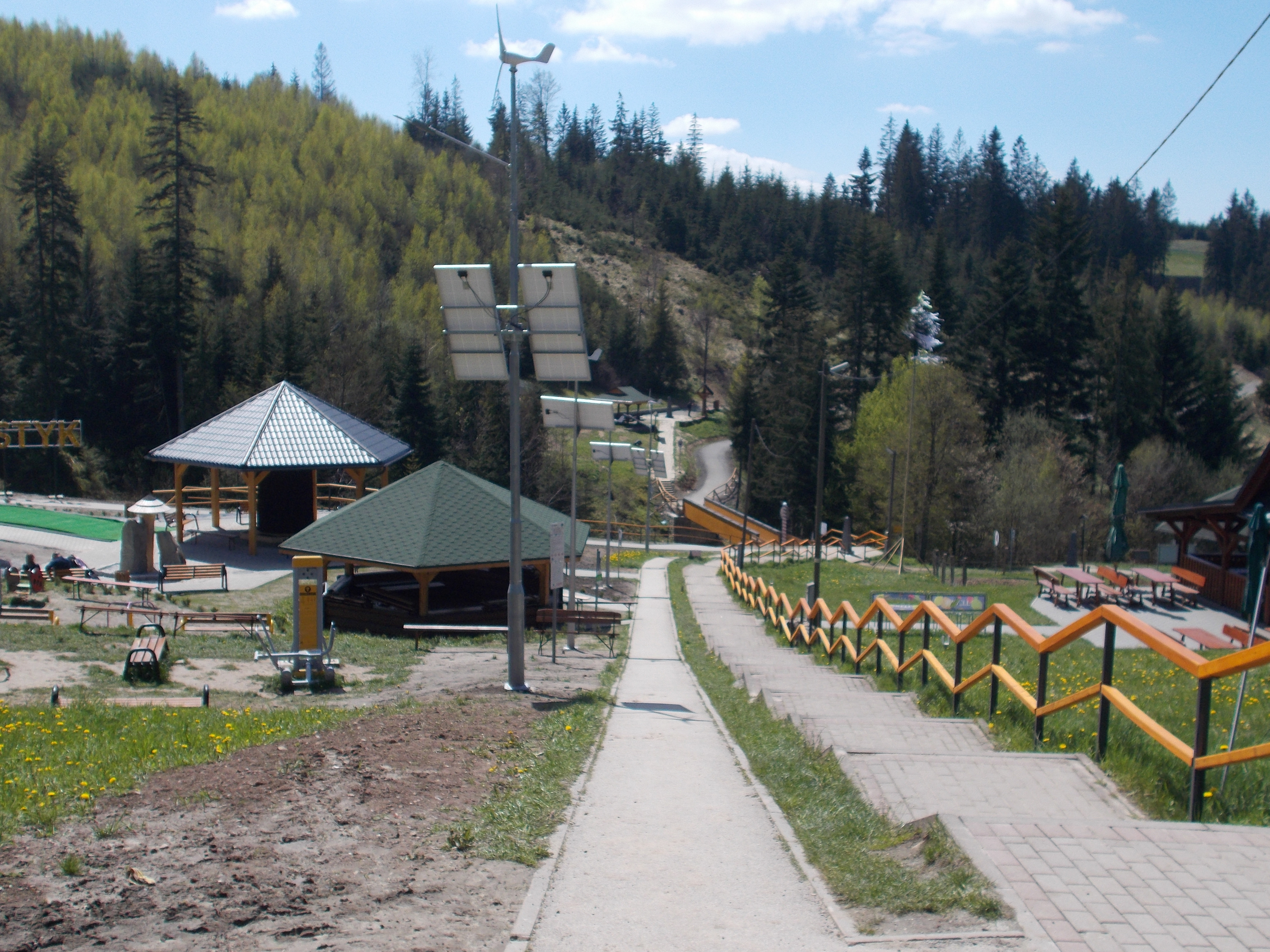
Česko-slovensko-polské trojmezí v Hrčavě, konec/počátek česko-polské státní hranice
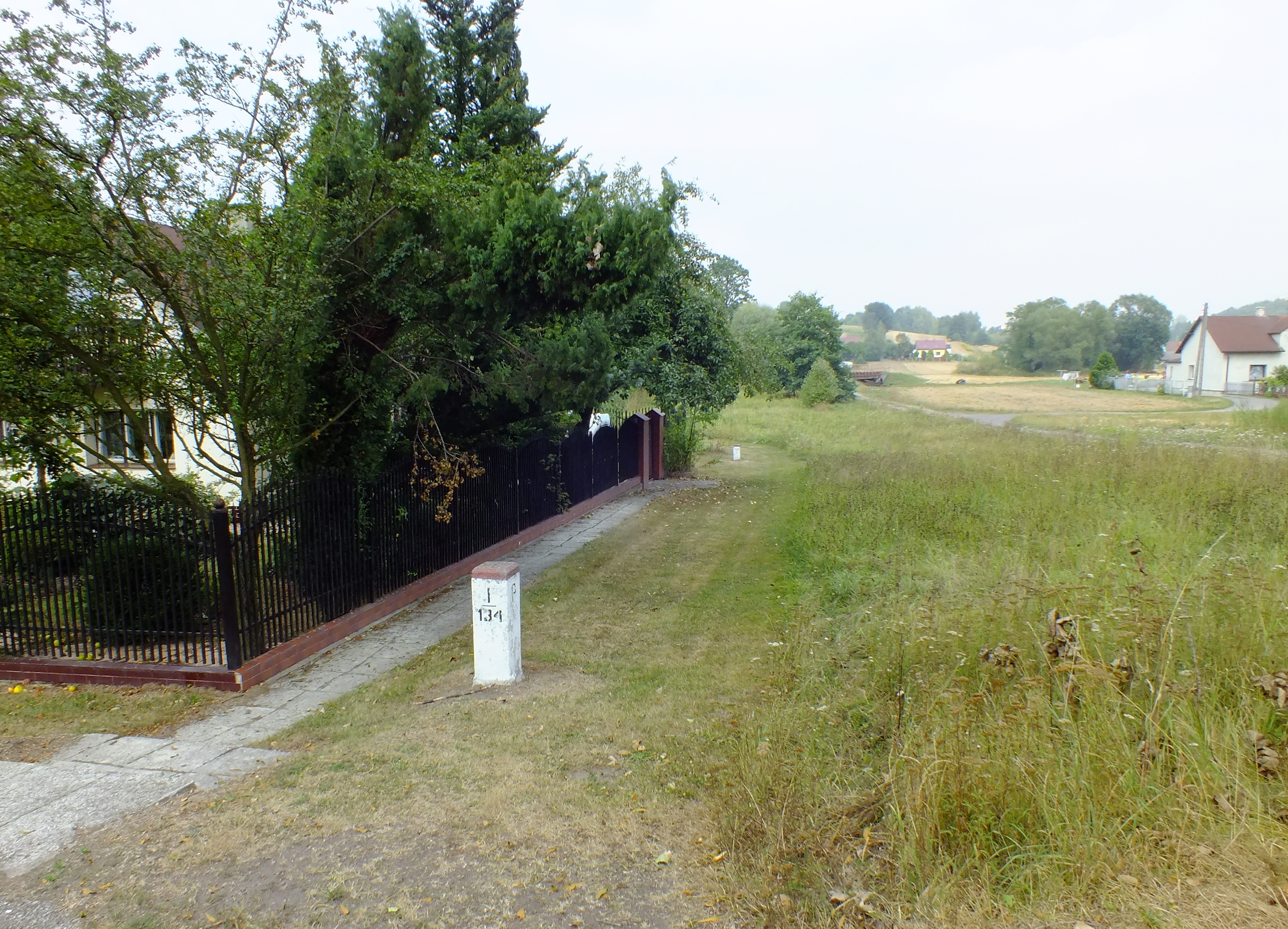
Česko-polský hraniční přechod Dolní Marklovice-Marklowice Górne
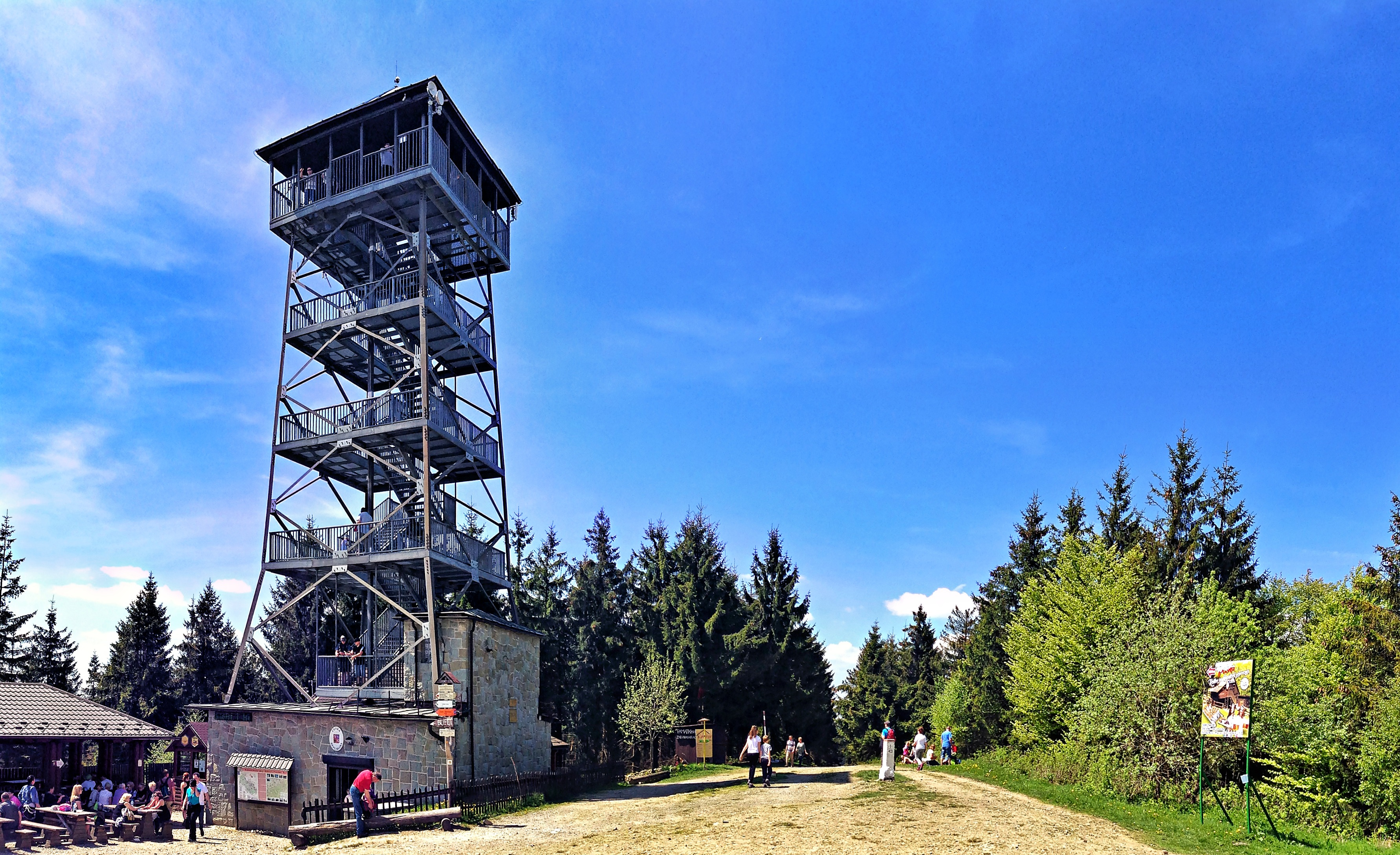
Vrchol Velké Čantoryje (995 m n. m.) ve Slezských Beskydech – hraniční přechod